# Olba (Spanje)
Olba is een gemeente in de Spaanse provincie Teruel in de regio Aragón met een oppervlakte van 20,99 km². Olba telt 230 inwoners (1 januari 2016).

## Demografische ontwikkeling
Bron: INE, 1857-2011: volkstellingen